# Plaza Lubianka
La plaza Lubianka (en ruso: Лубя́нская пло́щадь, Lubyánskaya plóschad) de Moscú (anteriormente Plaza Dzerzhinsky entre 1926 y 1990), situada no lejos de la Plaza Roja, es una plaza importante en la historia de la ciudad. Su nombre fue mencionado por primera vez en 1480, cuando Iván III instaló cerca de esta zona a habitantes de Nóvgorod. Estos construyeron la iglesia de Santa Sofía a partir del modelo de la Catedral de Santa Sofía de Nóvgorod y llamaron a este barrio Lubyanka en referencia al distrito Lubyánitsy de su ciudad de origen. En 1990 la Plaza recuperó su nombre original.

## Historia
La plaza Lubyanka es conocida sobre todo por el gran edificio de ladrillos amarillos, construido por Alekséi Schúsev que sirvió primero como sede de una compañía de seguros y posteriormente como cuartel general de los servicios secretos soviéticos en sus diversas etapas (Checa, OGPU, NKVD, MVD, NKGB, KGB, ahora FSB). Iósif Stalin ordenó demoler todas las iglesias históricas de la Lubyanka con el fin de poner en relieve la posición dominante de los cuarteles generales del NKVD. La plaza fue renombrada plaza Dzerzhinski en honor a Félix Dzerzhinski, el fundador de la Cheka, y se erigió en su centro una estatua del mismo esculpida por Yevgueni Vuchétich.
El 30 de octubre de 1990, la organización humanitaria Memorial erigió un monumento —frente al cuartel general del FSB— en homenaje a las víctimas del campo de trabajos de Solovkí en forma de una simple piedra, proveniente de las Islas Solovetsky.
La estatua de Dzerzhinski fue retirada por la airada multitud en 1991 tras el conato de golpe contra Mijaíl Gorbachov, posteriormente la plaza recuperó su nombre original.

## Тrаnsроrte
Bajo la plaza se encuentra las estaciones Lubyanka y Kuznetski Most de la línea Sokólnicheskaya perteneciente al Metro de Moscú.

## Galería

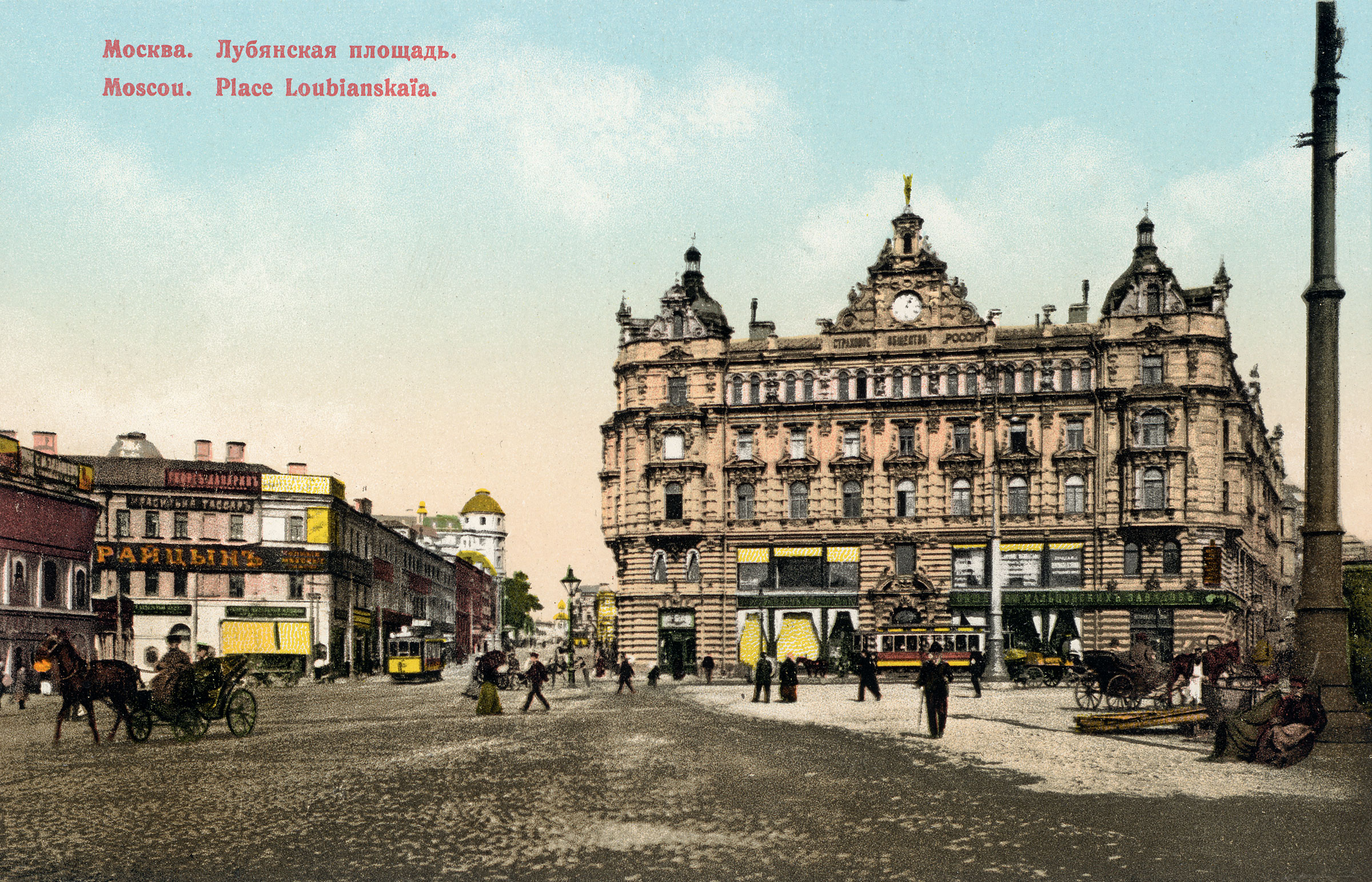
Plaza Lubyanka, Moscú, ca. 1910
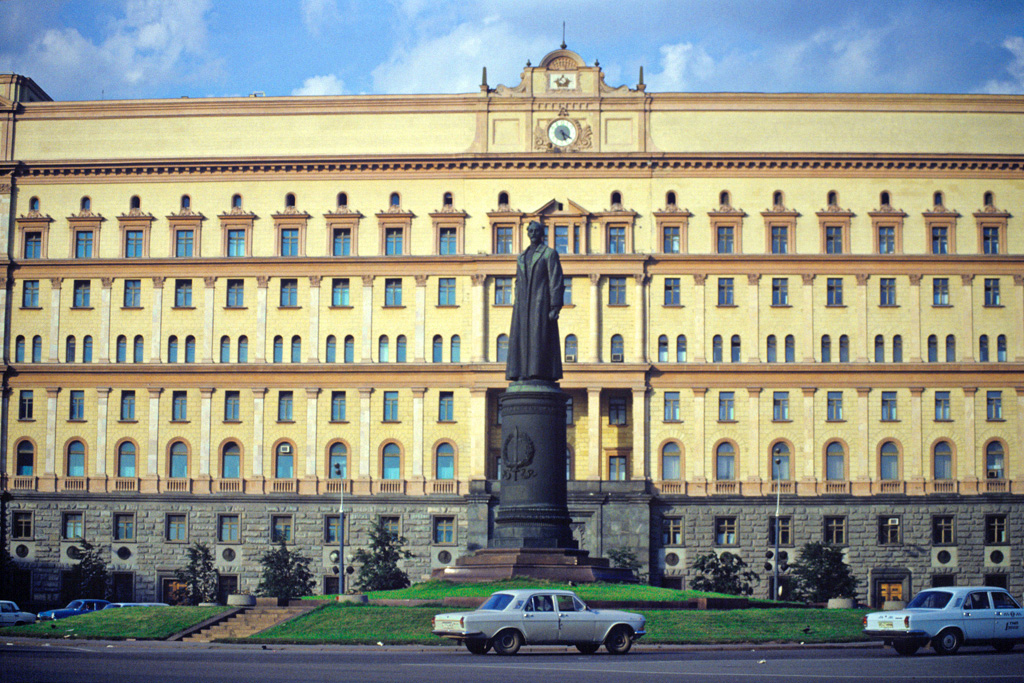
Monumento a Dzerzhinski
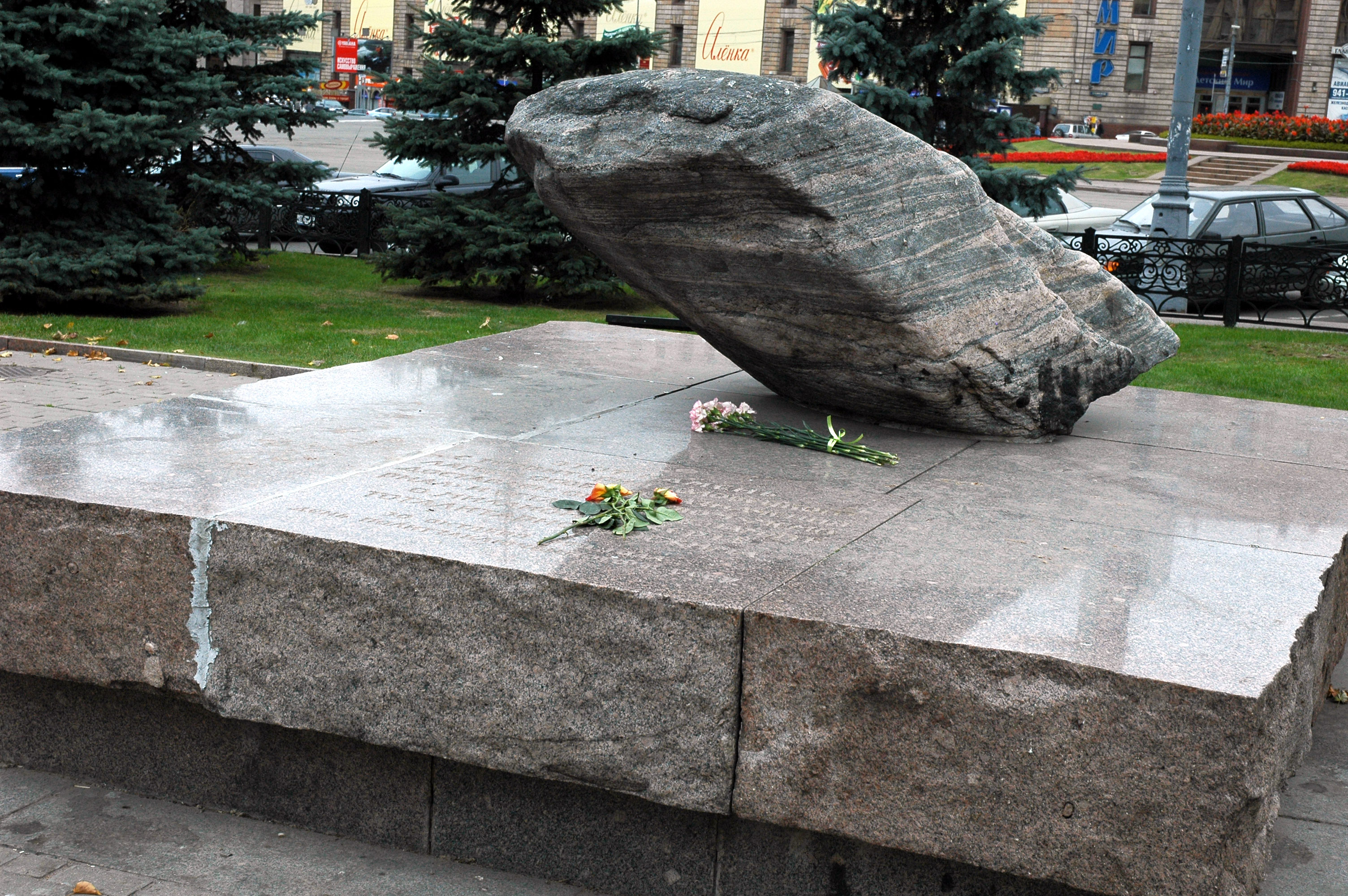
Piedra Solovetski